# Juniperus brevifolia
Juniperus brevifolia is  een soort conifeer uit de cipresfamilie (Cupressaceae). Het is een struik of kleine boom die een groeihoogte van 6 meter kan bereiken. De bladeren zijn groenblijvend, naaldachtig en hebben een zeegroene kleur. Ze groeien in kransen van drie aan de takken.
De soort komt voor op de Azoren. (Corvo, Faial, Flores, Pico, Santa Maria, São Jorge, São Miguel en Terceira). Hij groeit op hoogtes tussen 240 en 800 meter. De soort staat op de Rode Lijst van de IUCN geklasseerd als 'kwetsbaar'.